# NA-160
La NA-160 es una carretera de interés para la Comunidad Foral de Navarra, tiene una longitud de 28,6 km, comunica Fitero y Tudela.

## Recorrido
| Denominación | Kilómetro | Salida                  | Dirección               | Carretera               |
| ------------ | --------- | ----------------------- | ----------------------- | ----------------------- |
| NA-160       | 0         | Travesía de Tudela      | Travesía de Tudela      | Travesía de Tudela      |
| NA-160       | 1         |                         | Murchante               | NA-6840                 |
| NA-160       | 7         |                         | Corella                 | NA-6810                 |
| NA-160       | 8         |                         | Corella                 | NA-6830                 |
| NA-160       | 15        |                         | Valtierra               | N-113                   |
| NA-160       | 16        | Travesía de Cintruénigo | Travesía de Cintruénigo | Travesía de Cintruénigo |
| NA-160       | 16        |                         | Corella                 | NA-8608                 |
| NA-160       | 17        |                         | Valverde                | NA-8608                 |
| NA-160       | 18        |                         | Corella                 | NA-161                  |
| NA-160       | 21        | Travesía de Fitero      | Travesía de Fitero      | Travesía de Fitero      |
| NA-160       | 23        |                         | Cascante                | NA-6900                 |
| NA-160       | 27        |                         | Ventas de Baños         | NA-6941                 |